# 椎尾氏
椎尾氏（しいおし）は、常陸国真壁庄椎尾郷（現在の茨城県桜川市真壁町椎尾）の郷主、鎌倉時代より常陸平氏の真壁氏と姻戚関係となり以後、真壁氏庶流（一門）となる。

## 家系
元は、真壁庄椎尾地域に勢力圏を持つ豪族であったが、平安時代後期以降、真壁庄に入部し勢力を拡大していた真壁氏との縁組により、鎌倉時代初期頃には真壁氏の庶流（一門）となっている。鹿島神宮の社殿改築の際の寄進帳に真壁椎尾氏の名が記載されている。
以後、真壁椎尾氏は、椎尾郷に椎尾城を構え、代々椎尾姓を名乗り、近隣の小田氏の備えとしてこの地を守った。
明治維新後は、椎尾の姓は、現在の地名となっている。

## 庶子
椎尾氏の庶子として、浄土真宗の真仏上人を輩出している。俗名は椎尾弥三郎春時。鎌倉時代中期の僧。専修寺2世、佛光寺2世。親鸞直弟「二十四輩」の第二番。